# Małokirsanowka
Małokirsanowka (ros. Малокирсановка) – wieś w Rosji, w obwodzie rostowskim, w rejonie matwiejewo-kurgańskim. W 2010 liczyła 1339 mieszkańców.

## Urodzeni
- Pawieł Kutachow – radziecki wojskowy.